# Ґріманкауць
Ґріманкауць (рум. Grimăncăuţi) — село в Молдові в Бричанському районі. Утворює окрему комуну.

## Інформація про село
Перша згадка про село датується 1632 роком. Станом на 2004 рік населення становило 4210 чол. У селі працюють дитячий садок, середня школа, будинок культури, млин. Село розташоване поблизу районного центру та поблизу українського кордону. Діє міждержавний пункт пропуску Ґріманкауць — Вашківці.

## Спорт
Село відоме своїми боксерськими талантами. Заслужений тренер Молдови Петру Кадук підготував у своєму рідному селі двох олімпійських бронзових призерів: Віталій Грушак привіз в 2000 році медаль із Сіднея, а В'ячеслав Гожан — у 2008 році з Пекіна.
| Молдова | Це незавершена стаття з географії Молдови. Ви можете допомогти проєкту, виправивши або дописавши її. |